# Abingdon (Motorrad)
Abingdon ist eine britische Motorradmarke, die von drei verschiedenen Unternehmen benutzt wurde:
1. Abingdon Ecco Ltd, Shadwell Street, Tyseley, Birmingham
2. Abingdon Works Ltd., Kings Road, Tyseley, Birmingham
3. Coxeter & Sons, Abingdon, Oxfordshire

Die Unternehmen verarbeiteten zugekaufte Einbaumotoren von Minerva, Fafnir und Motor Manufacturing Company sowie schon in den 1910er Jahren auch eigengefertigte Motoren. Die Motorräder waren von vernünftiger Qualität. Es waren Hubraumgrößen zwischen 350 cm³ und 800 cm³ verfügbar. Die Marke erlosch zunächst um 1925. 1927 lebte dann der Markenname in der Abingdon King Dick (A.K.D.) wieder auf.